# Ig slot
45°57′30.24″N 14°31′11.07″Ø / 45.9584000°N 14.5197417°Ø
Ig slot (slovensk: Grad Ig eller ižanski grad) også kendt som Zonec slot, er beliggende på Pungart-bjerget (højde: 366 m) over byen Ig, i den sydlige udkant af Ljubljana, Sloveniens hovedstad.

## Historie
Slottet blev nævnt første gang som hof Ig i 1369, da adelsfamilien Schnitzenbaum genopbyggede en gammel ejendom kaldet Iški turn eller Turnek som et defensivt tårn. I slutningen af det 15. århundrede blev det atter genopbygget, men denne gang til en lille herregård og i 1510 blev den solgt til Huset Auersperg, som i 1581 solgte den til Johann den adelige Engelshauser. I 1717 autoriserede Pave Clemens XI åbningen af et privat oratorium i slottet. I 1805 blev slottet arvet af et af greve Engelhausers familiemedlemmer, greve Wilhelm Vajkard Auersperg.
Slottet var mål for bondeoprør i 1515 og 1848, og blev belejret af tyrkerne in 1528. Under 2. verdenskrig fungerede det som en udpost for det italienske Arma dei Carabinieri og slovenske samarbejdspartnere; i 1944 blev det angrebet og brændt ned af partisanere. Efter krigen blev det repareret og lavet om til et kvindefængsel. Der er ikke adgang for offentligheden.